# 宁夏工商职业技术大学
宁夏工商职业技术大学是中华人民共和国的一所全日制公办本科职业高等学校，位于宁夏回族自治区银川市西夏区。
2002年10月，宁夏商业学校、宁夏供销学校、宁夏粮食学校合并为大专层次的宁夏经贸职业学院。2006年，改名为宁夏工商职业技术学院。2025年6月9日，升格为职业本科层次的宁夏工商职业技术大学。